# Rodolfo Arruabarrena
Rodolfo Martín Arruabarrena (Marcos Paz, 20 luglio 1975) è un allenatore di calcio ed ex calciatore argentino, di ruolo difensore.

## Carriera

### Giocatore

#### Club
Ha debuttato nel calcio professionistico nel 1993 con il Boca Juniors, squadra con cui ha giocato fino al 2000, eccezion fatta per il campionato di Apertura del 1996, in cui ha militato in prestito al Rosario Central per sei mesi. Tornato al Boca, ha guadagnato un posto da titolare che ha conservato fino al suo approdo in Spagna, al Villarreal. Con il Submarino Amarillo ha fatto registrare il record di presenze nella Primera División spagnola per un calciatore del Villarreal, con 178 gettoni (record raggiunto il 9 dicembre 2005).
Le sue segnature nella stagione 2005-2006 della UEFA Champions League hanno consentito al Villarreal di eliminare prima gli scozzesi dei Rangers e poi gli italiani dell'Inter, permettendo alla squadra di raggiungere per la prima volta nella propria storia il traguardo delle semifinali.
Nel 2007 è passato all'AEK Atene. Dopo una stagione in Grecia, nel 2008 ha fatto ritorno in patria, al Tigre
Il 14 luglio 2010 si è trasferito all'Universidad Católica in Cile, salvo ritirarsi a fie stagione.

#### Nazionale
A livello di rappresentative nazionali, Arruabarrena esordì con la nazionale argentina Under-17, con cui ha preso parte al Campionato mondiale di calcio Under-17, disputato in Italia e concluso dai suoi al terzo posto. Il giovane calciatore fu titolare in tutti e 6 gli incontri della squadra.
Ottenne poi la medaglia d'oro con l'Argentina Under-22 al torneo di calcio dei Giochi panamericani del 1995.
Vanta 6 presenze nella nazionale maggiore. L'esordio risale al 1994 contro il Cile.

### Allenatore
Il 30 dicembre 2010 viene nominato nuovo allenatore del Tigre.
Nel 2013 allena per qualche mese il Nacional.
Il 29 agosto 2014 diventa il nuovo tecnico del Boca Juniors al posto di Carlos Bianchi, fino all'esonero del 1º marzo 2016.
Dal 2016 al 2020 ha allenato negli Emirati Arabi Uniti l'Al-Wasl, l'Al-Rayyan e l'Shabab Al-Ahli.
L'11 novembre 2020 viene nominato nuovo allenatore dei Pyramids, tuttavia l'esperienza alla guida del club egiziano dura soltanto una stagione, in quanto viene esonerato nel giugno 2021.
Rimasto libero, nel febbraio 2022 viene nominato CT della nazionale emiratina, al posto dell'uscente Bert van Marwijk.

## Statistiche

### Statistiche da allenatore
Statistiche aggiornate al 3 febbraio 2025. In grassetto le competizioni vinte.
| Stagione             | Squadra              | Campionato           | Campionato | Campionato | Campionato | Campionato | Coppe nazionali | Coppe nazionali | Coppe nazionali | Coppe nazionali | Coppe nazionali | Coppe continentali | Coppe continentali | Coppe continentali | Coppe continentali | Coppe continentali | Altre coppe | Altre coppe | Altre coppe | Altre coppe | Altre coppe | Totale | Totale | Totale | Totale | % Vittorie | Piazzamento |
| Stagione             | Squadra              | Comp                 | G          | V          | N          | P          | Comp            | G               | V               | N               | P               | Comp               | G                  | V                  | N                  | P                  | Comp        | G           | V           | N           | P           | G      | V      | N      | P      | %          | Piazzamento |
| -------------------- | -------------------- | -------------------- | ---------- | ---------- | ---------- | ---------- | --------------- | --------------- | --------------- | --------------- | --------------- | ------------------ | ------------------ | ------------------ | ------------------ | ------------------ | ----------- | ----------- | ----------- | ----------- | ----------- | ------ | ------ | ------ | ------ | ---------- | ----------- |
| gen.-giu. 2011       | Tigre                | PD                   | 20         | 7          | 7          | 6          | -               | -               | -               | -               | -               | -                  | -                  | -                  | -                  | -                  | -           | -           | -           | -           | -           | 20     | 7      | 7      | 6      | 35,00      | Sub, 11°    |
| 2011-2012            | Tigre                | PD                   | 38         | 17         | 12         | 9          | CA              | 4               | 2               | 1               | 1               | -                  | -                  | -                  | -                  | -                  | -           | -           | -           | -           | -           | 42     | 19     | 13     | 10     | 45,24      | 7°, 2°      |
| ago.-ott. 2012       | Tigre                | PD                   | 11         | 0          | 6          | 5          | CA              | 0               | 0               | 0               | 0               | CS                 | 3                  | 2                  | 0                  | 1                  | -           | -           | -           | -           | -           | 14     | 2      | 6      | 6      | 14,29      | Eson        |
| Totale Tigre         | Totale Tigre         | Totale Tigre         | 69         | 24         | 25         | 20         |                 | 4               | 2               | 1               | 1               |                    | 3                  | 2                  | 0                  | 1                  |             | -           | -           | -           | -           | 76     | 28     | 26     | 22     | 36,84      |             |
| apr.-giu. 2013       | Nacional             | PD                   | 9          | 5          | 2          | 2          | -               | -               | -               | -               | -               | CL                 | 3                  | 0                  | 0                  | 3                  | -           | -           | -           | -           | -           | 12     | 5      | 2      | 5      | 41,67      | Sub, 4°     |
| ago.-dic. 2013       | Nacional             | PD                   | 15         | 10         | 0          | 5          | -               | -               | -               | -               | -               | -                  | -                  | -                  | -                  | -                  | -           | -           | -           | -           | -           | 15     | 10     | 0      | 5      | 66,67      | 3°          |
| Totale Nacional      | Totale Nacional      | Totale Nacional      | 24         | 15         | 2          | 7          |                 | -               | -               | -               | -               |                    | 3                  | 0                  | 0                  | 3                  |             | -           | -           | -           | -           | 27     | 15     | 2      | 10     | 55,56      |             |
| ago.-dic. 2014       | Boca Juniors         | PD                   | 15+1       | 8+1        | 4          | 3          | -               | -               | -               | -               | -               | CS                 | 8                  | 4                  | 2                  | 2                  | -           | -           | -           | -           | -           | 24     | 13     | 6      | 5      | 54,17      | sub, 5°     |
| 2015                 | Boca Juniors         | PD                   | 30         | 20         | 4          | 6          | CA              | 6               | 6               | 0               | 0               | CL                 | 8                  | 6                  | 1                  | 1                  | -           | -           | -           | -           | -           | 44     | 32     | 5      | 7      | 72,73      | 1°          |
| feb. 2016            | Boca Juniors         | PD                   | 5          | 2          | 1          | 2          | CA              | 0               | 0               | 0               | 0               | CL                 | 1                  | 0                  | 1                  | 0                  | SA          | 1           | 0           | 0           | 1           | 7      | 2      | 2      | 3      | 28,57      | Eson        |
| Totale Boca Juniors  | Totale Boca Juniors  | Totale Boca Juniors  | 50+1       | 30+1       | 9          | 11         |                 | 6               | 6               | 0               | 0               |                    | 17                 | 10                 | 4                  | 3                  |             | 1           | 0           | 0           | 1           | 75     | 47     | 13     | 15     | 62,67      |             |
| 2016-2017            | Al-Wasl              | PL                   | 26         | 17         | 6          | 3          | PC+CdL          | 2+7             | 1+4             | 0+1             | 1+2             | -                  | -                  | -                  | -                  | -                  | -           | -           | -           | -           | -           | 35     | 22     | 7      | 6      | 62,86      | 2°          |
| 2017-apr. 2018       | Al-Wasl              | PL                   | 22         | 12         | 5          | 5          | PC+CdL          | 4+10            | 2+4             | 1+3             | 1+3             | ACL                | 6                  | 0                  | 0                  | 6                  | -           | -           | -           | -           | -           | 42     | 18     | 9      | 15     | 42,86      | Dim         |
| Totale Al Wasl       | Totale Al Wasl       | Totale Al Wasl       | 48         | 29         | 11         | 8          |                 | 23              | 11              | 5               | 7               |                    | 6                  | 0                  | 0                  | 6                  |             | -           | -           | -           | -           | 77     | 40     | 16     | 21     | 51,95      |             |
| ago.-ott. 2018       | Al-Rayyan            | QSL                  | 8          | 4          | 2          | 2          | QSC+EQC         | 1+0             | 1+0             | 0+0             | 0+0             | -                  | -                  | -                  | -                  | -                  | SQ          | 1           | 0           | 1           | 0           | 10     | 5      | 3      | 2      | 50,00      | Eson        |
| ott. 2018-2019       | Shabab Al-Ahli       | PL                   | 21         | 15         | 2          | 4          | PC+CdL          | 4+9             | 3+5             | 1+2             | 0+2             | -                  | -                  | -                  | -                  | -                  | -           | -           | -           | -           | -           | 34     | 23     | 5      | 6      | 67,65      | Sub, 2°     |
| 2019-2020            | Shabab Al-Ahli       | PL                   | 19         | 13         | 4          | 2          | PC+CdL          | 2+9             | 1+4             | 0+3             | 1+2             | ACL                | 2                  | 0                  | 0                  | 2                  | SUAE        | 1           | 0           | 1           | 0           | 33     | 18     | 8      | 7      | 54,55      | [ 14 ]      |
| Totale Al Ahli Dubai | Totale Al Ahli Dubai | Totale Al Ahli Dubai | 40         | 28         | 6          | 6          |                 | 24              | 13              | 6               | 5               |                    | 2                  | 0                  | 0                  | 2                  |             | 1           | 0           | 1           | 0           | 67     | 41     | 13     | 13     | 61,19      |             |
| 2020-giu. 2021       | Pyramids             | PL                   | 22         | 8          | 10         | 4          | CE              | 1               | 1               | 0               | 0               | CCC                | 14                 | 9                  | 3                  | 2                  | -           | -           | -           | -           | -           | 37     | 18     | 13     | 6      | 48,65      | Eson        |
| 2024-2025            | Al-Taawoun           | SPL                  | 20         | 6          | 7          | 7          | KC              | 3               | 2               | 0               | 1               | ACL2               | 6                  | 5                  | 0                  | 1                  | SS          | 1           | 0           | 0           | 1           | 30     | 13     | 7      | 10     | 43,33      | Eson        |
| Totale carriera      | Totale carriera      | Totale carriera      | 282        | 145        | 72         | 65         |                 | 62              | 36              | 12              | 14              |                    | 51                 | 26                 | 7                  | 18                 |             | 4           | 0           | 2           | 2           | 399    | 207    | 93     | 99     | 51,88      |             |

## Palmarès

### Giocatore

#### Club

##### Competizioni nazionali
- Campionato argentino: 2

Boca Juniors: Apertura 1998, Clausura 1999
- Campionato cileno: 1

Universidad Católica: 2010

##### Competizioni internazionali
- Coppa Libertadores: 1

Boca Juniors: 2000
- Coppa Intertoto UEFA: 2

Villarreal: 2003, 2004

#### Nazionale
- Giochi panamericani: 1

1995

### Allenatore
- Campionato argentino: 1

Boca Juniors: 2015
- Copa Argentina: 1

Boca Juniors: 2014-2015
- Coppa dello Sceicco Jassem: 1

Al-Rayyan: 2018
- Coppa del Presidente degli Emirati Arabi Uniti: 1

Al-Ahli: 2018-2019
- Coppa di Lega (Emirati Arabi Uniti): 1

Al-Ahli: 2018-2019